# The Jealous Girlfriends (album)
The Jealous Girlfriends je druhé eponymní album americké rockové skupiny The Jealous Girlfriends.

## Seznam skladeb
| Pořadí         | Název                       | Délka |
| -------------- | --------------------------- | ----- |
| 1.             | Secret Identity             | 3:51  |
| 2.             | How Now                     | 3:38  |
| 3.             | The Pink Wig to My Salieri  | 4:01  |
| 4.             | Roboxulla                   | 3:19  |
| 5.             | I Quit                      | 3:28  |
| 6.             | Organs on the Kitchen Floor | 3:31  |
| 7.             | Hieroglyphics               | 5:24  |
| 8.             | Something in the Water      | 2:49  |
| 9.             | Gift Horse                  | 3:39  |
| 10.            | Machines                    | 5:58  |
| 11.            | Carry Me                    | 5:12  |
| Celková délka: | Celková délka:              | 42:50 |

## Hudební videoklipy
18. dubna 2008 měl premiéru oficiální videoklip k písni "How Now", který posléze vyhrál hlavní cenu v soutěži "The iPod Music Video Contest". 27. září 2008 vyšel oficiální videoklip k písni "Organs On The Kitchen Floor".